# Alfonso de Silva Santisteban
Alfonso de Silva Santisteban (Callao,  22 de diciembre de 1902 - Lima, 7 de mayo de 1937) fue un compositor y pianista peruano.

## Vida
Estudió en el Colegio de la Inmaculada y se inició en la música estudiando el violín con Sante Lo Priore y Nello Cecchi y piano con Federico Gerdes en la Academia Alcedo (que se transformó posteriormente en el Conservatorio Nacional de Música del Perú). 
En 1921, a los 18 años viajó a España con una beca del Estado y fue admitido en el Real Conservatorio de Madrid. Allí estudió tres años y logró tener un relativo éxito, llegando a participar en una velada para la reina Victoria Eugenia de Battenberg, esposa de Alfonso XIII de España. Luego se trasladó a París donde postuló al Conservatorio Nacional de Música de París. Desde noviembre de 1922 hasta marzo de 1923 en Berlín, continua su formación. Su difícil vida cotidiana en Europa viene consignada en una abundante correspondencia dirigida desde Madrid, París y Berlín, a su gran amigo Carlos Raygada. Algunas de estas cartas escritas entre 1921 y 1923 fueron publicadas en Lima en 1975 por el editor Juan Mejía Baca bajo el título 110 cartas Y una sola angustia. Luis Alberto Sánchez prologó ésta publicación.
Regresó al Perú y ofreció un espectacular concierto el 28 de enero de 1925 en el Teatro Forero (actual Teatro Municipal de Lima). Luego participaría en una audición en Palacio de Gobierno durante el gobierno del presidente Augusto B. Leguía. 
En un segundo viaje a Europa (1925), junto a su compañera y luego esposa, Alina Lestonnat Cavenecia (La Punta 1898-1972 Lima), residió en París, en un ambiente de bohemia, con poetas y escritores como César Moro, César Miró y César Vallejo, y el músico Theodoro Valcárcel. 
En agosto de 1995, en una conversación sobre los músicos peruanos hecha en la sede del APDAYC en Lima, César Miró declara:

"Hijo natural del Sr. Santa Gadea, entonces Vocal de la Corte Suprema de Lima, su madre Silva Santisteban lo cría bajo la apariencia de ser su tía.
Muy joven emigra a Francia y se establece en Paris durante la década de los 20. Mucho antes se había manifestado como compositor nato y original; en 1926, escribe sus Lieder siendo el primero de ellos en publicarse “La Carretera”, con texto de Daniel Russo, ganador de los Juegos Florales de San Martin, editado en el primer número de la revista “Amauta”, de José Carlos Mariátegui.
De Silva postula al Conservatorio Nacional de Música de Paris, se cuenta: El examen de composición duraba varias horas y consistía en la armonización y desarrollo de un tema dado. De Silva entra al salón designado al cual se encierra. A los diez minutos toca la puerta el profesor y le pregunta qué le hacía falta; y simplemente él le responde: "Ya lo terminé".
En 1929, se encuentran en Paris De Silva, De Verneuil, Vallejo, Ravines y Miró. Y en otras ocasiones Vallejo, Moro, Theodoro Valcarcel y Miró.
Se le recuerda a De Silva por su cultura y su originalidad lúcida, muy inteligente. Desde muy joven tuvo la oportunidad de dictar las clases en el colegio de Jesuitas, teniendo entre sus alumnos a Miró, pero esta rutina solo le dura dos años.
De Silva vivía en la rue de Constantinople en Paris y se casó con Alina, cantante a quien acompañaba al violín cuando cantaba tangos con la orquesta de Manuel Pizarro en el “Shéhérazade” y otras veces en el “Ermitage moscovite”, su última morada fue en la rue du Faubourg-Montmartre.
Tuvo un hijo, Alfonso de Silva (1926-1999), nacido el mismo año del primer hijo de Miró en Paris. Cuando estuvo en Lima (1925), fue a ver a su “tía” que moría, y al verlo le contó que no era su tía, sino su madre, y su padre era el Sr. Santa Gadea. Luego del entierro fue a verlo, pero este Vocal y jurista negó conocerlo. Esto le afectó mucho psicológicamente. Hizo varios conciertos con una orquesta de cuerdas en la que se encontraba el profesor de música Rafaél Arróspide de la Flor; estos conciertos fueron un éxito en Lima. El Vocal Santa Gadea, conmovido por la muerte de la mujer que amó y por el triunfo de su hijo, fue a encontrarlo al final de uno de sus conciertos. Santa Gadea le expresó. “Ven conmigo Hijo Mío!” pero De Silva le respondió. “Yo a Usted no lo conozco!” Poco tiempo después De Silva no pudo soportar esta tensión y cayó en el alcohol.
Regresa a Paris y el alcohol lo persigue. Alina la pedía a Miró de tratar de alejarlo del licor. Iban juntos de café-bar a otro, de Silva pedía “un Cinzano” y Miró “un Café”, para contrariarlo; pero al sexto café-bar, Miró pedía también “un Cinzano” y los dos no regresaban a dormir. Algunas noches, de Silva iba, aún en ebriedad a visitar a Miró y traía una sonajita para jugar con el hijo de Miró en la cuna, luego lloraba, porque no se atrevía a ver a su esposa y a su hijo en dichas condiciones; poco antes que su hijo cumpliera los cuatro años, de Silva partía a Lima. Alina, contenida, atendió a Miró, sorprendido por la partida de su amigo. Fueron todos a la Gare d’Orléans. Miró se despidió y de Silva besando a su hijo le dijo a su esposa “volveré en tres meses”. Al alejarse el tren, Alina recién comenzó a llorar sobre los hombros de Miró y le dijo que ella sabía que Alfonso nunca más volvería.
De Silva empeoró su mal en Lima, era consciente de que ya no tendría cura; intentó curarse en Caracas en un sanatorio, pero era muy tarde. De Silva vuelve a Lima para morir, joven, como murió Mariátegui."

Una vida trastornada, finalmente, y un sufrimiento profundo mermaron el trabajo y las dotes artísticas de De Silva, quien de regreso a Lima, murió precozmente el 7 de mayo de 1937. 
César Vallejo le escribiría Alfonso: estás mirándome, lo veo...:

Alfonso: estás mirándome, lo veo,

desde el plano implacable donde moran

lineales los siempres, lineales los jamases

(Esa noche, dormiste, entre tu sueño

y mi sueño, en la rue de Ribouté)

Palpablemente,

tu inolvidable cholo te oye andar

en París, te siente en el teléfono callar

y toca en el alambre a tu último acto

tomar peso, brindar

por la profundidad, por mí, por ti.

Yo todavía

compro "du vin, dulait, comptant les sous"

bajo mi abrigo, para que me vea mi alma,

bajo mi abrigo aquél, querido Alfonso,

y bajo el rayo simple de la sien compuesta;

yo todavia sufro, y tú, ya no, jamás, hermano !

(Me han dicho que en tus siglos de dolor,

amado sér,

amado estar, hacías ceros de madera. ¿Es cierto ?)

En la "boite de nuit", donde tocabas tangos,

tocando tu indignada criatura su corazón,

escoltado de ti mismo, llorando

por ti mismo y por tu enorme parecido con tu sombra,

monsieur Fourgat, el patrón, ha envejecido.

¿Decírselo ? ¿Contárselo ? No más,

Alfonso; eso, ya no!

El hotel des Ecoles funciona siempre

y todavía compran mandarinas;

pero yo sufro, como te digo,

dulcemente, recordando

lo que hubimos sufrido ambos, a la muerte de ambos,

en la apertura de la doble tumba,

de esa otra tumba con tu ser,

y de ésta de caoba con tu estar;

sufro, bebiendo un vaso de ti, Silva,

un vaso para ponerse bien, como decíamos,

y después, ya veremos lo que pasa...

Es éste otro brindis, entre tres,

taciturno, diverso

en vino, en mundo, en vidrio, al que brindábamos

más de una vez al cuerpo,

y, menos de una vez, al pensamiento.

Hoy es más diferente todavía;

hoy sufro dulce, amargamente,

bebo tu sangre en cuanto a Cristo el duro,

como tu hueso en cuanto a Cristo el suave,

porque te quiero, dos a dos, Alfonso,

y casi lo podría decir, eternamente.

## Obras
Dentro de sus obras, que abarcan la música para piano, los lieder, la música de cámara y sinfónica, cabe mencionar sus 17 canciones para canto y piano; "Poemas Ingenuos" para piano y la suite sinfónica "Instantes".
- Instantes, para orquesta.
- Canción Amarilla, para orquesta.
- Poemas Ingenuos, para piano.
- Canción India, para violín y piano.
- Las Gaviotas.
- Pobre Amor, lied.
- Ha de llegar un día.
- Pobre Amor.
- Ay! Cuán Vacíos.
- Ashaverus.
- Anublóse.
- Yo seré tu tristeza.
- Los Tres Húsares.

## Valoración
Su producción demuestra, incluso en sus obras más tempranas, una buena intuición musical y un tratamiento seguro de los recursos al servicio de una expresión esencialmente lírica. Sus obras muestran una sensibilidad juvenil que por momentos tiene una sincera emotividad. Fue uno de los mejores compositores de lied en la historia de la música peruana. Sus canciones carecen de efectismos y tienen una melodía fiel al texto, que consigue que la música por momentos supere a la misma palabra en cuanto a precisión poética.
Se le considera un representante del romanticismo musical tardío, que algunos estudiosos consideran en la historia de la música académica peruana como "el modernismo musical".
Escribió la mayoría de sus obras alrededor de los veinte años, si bien se han conservado composiciones de gran valor de los últimos años de su vida. Su obra, se encuentra casi en su totalidad inédita.
El músico alemán afincado en el Perú, Rudolf Holzmann, publicó en el Boletín Bibliográfico de la Universidad de San Marcos (diciembre de 1943) un catálogo de sus obras. En el año 1964, el músico peruano Francisco Pulgar Vidal, publica diez canciones para voz y piano del autor lo que contribuyó a dar un paso muy importante en el conocimiento de su obra.